# Orestiadasøen
Orestiadasøen eller Kastoriasøen (græsk: Λίμνη Ορεστιάδα) er en sø i den regionale enhed Kastoria i periferien Vestmakedonieni det nordvestlige Grækenland. Søen ligger i en højde af 630 meter og dækker et areal på 28 kvadratkilometer.
Ni vandløb løber ud i søen, som fortsætter i Haliacmonfloden. Dens dybde varierer fra ni til ti meter. Orestida blev dannet for omkring 10 millioner år siden.  Kastoriahalvøen (med byen Kastoria) deler søen i to dele, den større mod nord og den mindre mod syd.
Søen har fået sit navn fra oreaderne . Attraktioner ved søen omfatter, bortset fra byens byzantinske arkitektoniske arv, et byzantinsk kloster fra det 11. århundrede, Panagia Mavriotissa og den rekonstruerede forhistoriske bebyggelse Dispilio, hvor Dispilio-tavlen blev fundet i søen i 1992.

## Galleri
- Vej tæt på søen
- Udsigt til byen
- Krøltoppet pelikan ved søen Orestiada
- Blishøns ved søen Orestiada
- Hættemåger ved søen Orestiada
- Knopsvane svømmer ved søen Orestiada
- Udsigt til søen